# 1936년 뉴욕 영화 비평가 협회상
제2회 뉴욕 영화 비평가 협회상은 1936년 영화를 대상으로 하는 시상식이다.

## 수상 및 후보

### 작품상
- 천금을 마다한 사나이

### 감독상
- 더 게이 데스페라도 - 루벤 마모울리언 수상

### 여우주연상
- 위대한 지그펠드 - 루이즈 라이너 수상

### 남우주연상
- 공작 부인 - 윌터 휴스턴 수상

### 외국영화상
- Carnival in Flanders